# Бгактіведанта Свамі Прабгупада
Абга́й Чаранараві́нда Бгактіведа́нта Сва́мі Прабгупа́да (санскр. अभयचरणारविन्द भक्तिवेदान्त स्वामीप्रभुपाद, abhaya-caraṇāravinda bhakti-vedānta svāmī prabhupāda IAST, бенг. অভয়চরনাবিন্দ ভক্তিবেদান্ত স্বামীপ্রভুপাদ, також відомий як Шрі́ла Прабгупа́да; 1 вересня 1896, Калькутта — 14 листопада 1977, Вріндаван) — індійський вайшнавський релігійний діяч; автор, перекладач і коментатор священних писань індуїзму; ачар'я-засновник Міжнародного Товариства Свідомості Крішни, однієї з вайшнавських організацій, першої, яка набула поширення (здобула прихильників, заснувала центри, храми, навчальні заклади і т.ін.) в широкому масштабі на Заході та по всьому світу.

## Біографія
Народжений як Абгай Чаран Де, у Колкаті (Західний Бенгал) там же здобув освіту в престижному Шотландському церковному коледжі. В 1918 році він одружився, а в 1922 році вперше зустрівся з відомим вайшнавським релігійним діячем Бгактісіддгантою Сарасваті, який попросив його проповідувати ґаудія-вішнуїзм англійською мовою. В 1933 році Абгай прийняв від Бгактісіддганти Сарасваті духовне посвячення та ім'я Абгай Чаранаравінда. У Абгая народилося кілька дітей і для підтримки сім'ї він займався фармацевтичним бізнесом. До часу обітниці ванапрастха в 1950 році жив з дружиною і дітьми, утримуючи невелику власну фармацевтичну фірму. В 1950 році він віддалився від сімейних справ, а в 1959 році прийняв від Бгакті Праґ'яни Кешави Ґосвамі обітницю зречення від світу, саннйасу, отримавши ім'я Бгактіведанта Свамі. Після цього він оселився в священному місті індуїзму Вріндавані й почав перекладати з санскриту на англійську вайшнавські писання, а у липні 1966 року прибув до Нью-Йорку і, заснувавши Міжнародне Товариство Свідомості Крішни (англ. International Society for Krishna Consciousness (буквально — Міжнародне Товариство для Усвідомлення Крішни) скорочення: ISKCON — ІСККОН), розпочав місійну діяльність. До часу смерті, 11 роками пізніше у Вріндавані в Індії, ІСККОН став широко відомою гілкою індуїзму на Заході.
Під час першої зустрічі зі своїм духовним вчителем у 1922 році, Бгактісіддганта Сарасваті Тгакуром, прийняв прохання про розповсюдження ведичного знання англійською мовою. У 1933 році був формально прийнятий в учні. У 1944 році, без жодної підтримки розпочав видавати «Back to the Godhead» (Бек ту Ґодхед — Повернення до Всевишнього) — двотижневий журнал на вішнуїстську тематику, працюючи в ньому як публіцист, видавець і друкар.
У 1947 році Gaudiya Vaisnava Society (Товариство Гаудія Вішнуїзму) надало йому титул Бгактіведанта (санкр. той, який досяг відданості і знання). Від 1950 року проживав у середньовічному храмі Радга-Дамодара в святому місті вішнуїтів — Вріндавані. У 1958 році прийняв обітницю саннйаси. В той самий час опублікував три томи (18 000 строф) Шрімад Бгаґаватам разом з коментарями. Надалі залишає Індію, щоб виконати прохання і місію свого духовного вчителя. Перших прихильників знайшов серед хіппі, але вже за кілька років його однодумцями були люди з усіх суспільних груп. Сатсварупа Дас Ґосвамі написав біографічну книгу «Шріла Прабгупада Ліламріта», яка в декількох томах переказує його життя та працю.
Вже в похилі роки, в 1965 році, виконуючи волю свого духовного вчителя, Бгактіведанта Свамі вирушив на вантажному кораблі до США, де в 1966 році заснував вайшнавську релігійну організацію «Міжнародне Товариство Свідомості Крішни» (ІСККОН), яка також отримала популярність як Рух Свідомості Крішни. Рух базувався на таких священних текстах індуїзму — ведах, як «Бгаґавад-Ґіта» і «Бгаґавата-пурана», і являв традицію ґаудія-вайшнавізму — автентичну форму індуїстського крішнаїзму. Згідно з К. Клостермайером Бгактіведанта Свамі «явив себе як одна з основних фігур західної контркультури, дав духовне посвячення тисячам молодих американців». Американські учні дали Бгактіведанта Свамі шанобливий титул Шріла Прабгупада — ім'я, під яким він найбільше відомий нині.
У перші два десятиліття своєї історії, Рух Свідомості Крішни зазнав нападок з боку американських антикультових організацій, але отримав теплий прийом серед релігієзнавців та індологів. Такі вчені, як Д. Стілсон Джуда, Харві Кокс, Ларрі Шинн і Томас Хопкінс схвально відгукнулися про переклади священних текстів Вайшнавізму, зроблених Шрілою Прабгупадою, а також виступили на захист Руху Свідомості Крішни від атак антикультистів і спотвореного відображення в засобах масової інформації. Нині вчені сприймають Рух Свідомості Крішни як «істинно індуїстський з усіх численних індійських рухів на Заході», «з повним правом вважаючи себе спадкоємцем справжньої ведичної традиції». Шрілу Прабгупаду вчені описують як харизматичного лідера, який успішно залучив багато послідовників по всьому світу. Шріла Прабгупада також отримав схвальні відгуки від інших вайшнавських релігійних лідерів.
Після смерті Шріли Прабгупади в 1977 році, серед лідерів Руху Свідомості Крішни виникли суперечки за владу, однак попри це Рух продовжив успішно зростати і розвиватися по всьому світу, заслуговуючи на найбільший авторитет в Індії. Багато індійців, у тому числі такі великі державні діячі Республіки Індія, як Атал Біхарі Ваджпаі та Шанкар Даял Шарма, вважають Шрілу Прабгупаду духовним послом своєї країни, який зробив доступним для всього світу давнє послання Вед, а заснований ним Рух Свідомості Крішни — частиною індійської культури. Шрілу Прабгупаду вважають в Індії святим, його ім'ям названі вулиці в Калькутті, Мумбаї, в священних містах Індії — Маяпурі та Вріндавані, а також різні заклади: школи, лікарні, притулки, благодійні фонди, центри ведичної культури в усьому світі. На честь сторіччя Бгактіведанти Свамі Прабгупади в 1996 році уряд Індії випустив поштову марку з його зображенням.
Шрілу Прабгупаду часто критикують неоведантичні релятивістські філософи, в основниму через його безкомпромісні й невтішні зауваження стосовно філософських систем, що не належать до Вайшнавізму і не визнають Бога — Всевишнім і Верховним, зокрема адвайта-веданти (майявади). Таке ставлення неоведантів викликане їх неприйняттям основних істин бгакті — «відданого служіння Богу» і конфліктом неортодоксальних поглядів майяваді з ортодоксальною ведантичною системою, яку представляє Шріла Прабгупада.

## Життєпис

### Сім'я і дитячі роки
Бгактіведанта Свамі Прабгупада народився 1 вересня 1896 року в індійському районі північної Калькутти, в той час столиці Британської Індії, що входила до складу Британської імперії. Батьки дали йому ім'я Абгай Чаран, що в перекладі означає «той, хто знайшов безстрашність, прийнявши притулок біля стоп Крішни».
Незабаром після народження дитини батьки Абгая з давньої індійської традиції запросили до будинку ведичного астролога, щоб той склав гороскоп немовляти. Астролог зробив конкретні прогнози. Зокрема, він оголосив, що на 70-му році життя, Абгай перетне океан, стане відомим проповідником Вайшнавізму і відкриє 108 храмів.
Батька Абгая звали Ґоур Мохан Де, а мати — Раджані. Ґоур Мохан належав до аристократичного купецького стану Бенгалії і був родичем з багатою сім'єю Муллік, яка століттями торгувала золотом і сіллю з англійцями. Батько Абгая мав магазинчик, де займався продажем одягу і тканин. Прабгупада згадував, що перед тим, як замкнути крамницю на ніч, його батько залишав на підлозі миску з рисом, щоб мишам було що поїсти, і вони не гризли одягу і тканин, виставлених на продаж.
Ґоур Мохан, так само як і багато поколінь його предків, був послідовником Ґаудія-Вайшнавізму. Недалеко від будинку, в якому проживала родина Абгая, знаходився храм Радгі-Ґовінди, де більше 150 років родина Муллік поклонялася божествам Радгі та Крішни. Кожного ранку, перед сніданком, Ґоур Мохан з дітьми і дружиною приходив до храму на ранкове богослужіння (араті). Вдома у Ґоура Мохана також було сімейне мурті Крішни, якому він щоденно поклонявся. Регулярно батько Абгая збирав разом всю сім'ю для повторення мантри «Харе Крішна» (джапи) на чотках і читання вайшнавських священних писань — «Шрімад-Бхаґаватам» і «Чайтан'я-чарітамріти». Ґоур Мохан хотів, щоб його син теж став вайшнавом, і часто молився про це Радзі і Крішні. Коли Абгаю було всього п'ять років, його батько вже навчив його грати на мриданзі. Часто, як це прийнято в Індії, Ґоур Мохан приймав у себе вдома мандрівних садгу і просив їх благословити свого сина на те, щоб він став слугою Радгі.
Мати Абгая — Раджані — теж була родом із сім'ї бенгальських крішнаїтів. Вона дуже турбувалася про те, що Абгай може померти і тому дала обітницю їсти лівою рукою (в Індії прийнято приймати їжу тільки правою) до тих пір, поки він не підросте і не запитає її про це. Згідно з індуїстськими повір'ями, дитина не повинна померти до тих пір, поки вона тримає свою обітницю. Коли Абгай виріс і запитав її, чому вона їла лівою рукою, вона одразу ж перестала робити це.

### Освіта і одруження

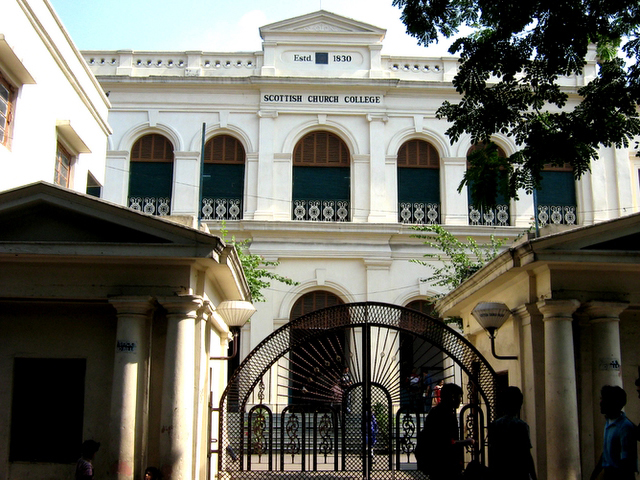
Шотландський церковний коледж в Калькутті, в якому Прабгупада навчався з 1916 по 1920 рік.

В 1916 році Абгай почав навчання у престижному британському християнському Шотландському церковному коледжі в Калькутті. В 1918 році батьки Абгая влаштували його весілля з дівчинкою на ім'я Радгарані Датта, яка була дочкою торгових партнерів Ґоура Мохана.
В цей же час Абгай приєднався до національного руху за звільнення Індії. Разом з Абгаєм навчався відомий індійський націоналіст Субгас Чандра Бос, який згодом став лідером Індійської Національної Армії, яка визволила Індію від британського правління. На його заклик підтримати визвольний рух відгукнулося більшість студентів, у тому числі і Абгай.
Абгая особливо приваблювала особистість Махатми Ганді, який жив дуже просто, не мав шкідливих звичок, таких як паління, вживання спиртних напоїв і м'ясоїдства, а також постійно носив із собою «Бгаґавад-Ґіту», оголошуючи, що керується у своєму житті та діяльності викладеними в ній філософією і принципами.
У 1920 році Абгай закінчив коледж по факультетах філософії та економіки. Склавши іспити за останній курс, Абгай під впливом ідей Ганді навчав, що «англійські школи і коледжі прищеплюють тим, хто в них навчається рабську психологію і роблять їх маріонетками в руках англійців», відмовився від отримання диплома.
В 1921 році Ґоур Мохан влаштував Абгая працювати керуючим у «Фармацевтичній лабораторії Бос», яка належала його другові, хірургу й промисловцю Картику Чандра Босу.

## Досягнення
Впродовж 12 років своєї діяльності від прибуття до Нью-Йорку Бгактіведанта Свамі:
- розвинув західну вішнуїтську спільноту, що вславилася понад 100 шкіл, храмів, інститутів, сільських громад і ашрамів;
- написав 60 книжок на тему ведичної філософії, релігії, літератури і культури;
- заснував і управляв Bhaktivedanta Book Trust (Бгактіведанта Бук Траст), найбільшим у світі видавництвом, що публікує ведичну й індійську релігійну літературу;
- явив бгакті-йогу людям Заходу;
- започаткував ведичну систему освіти (гурукула) на Заході;
- подорожуючи з лекціями по шести континентах 14 разів обігнув Землю.

У своїй проповіді Прабгупада розповсюдив вчення Чайтан'ї Махапрабгу і познайомив світ з бгакті-йогою. В Ґаудія-Вайшнавізмі це розглядається як виконання стародавнього пророцтва про поширення вчення Чайтан'ї Махапрабгу по всьому світу.

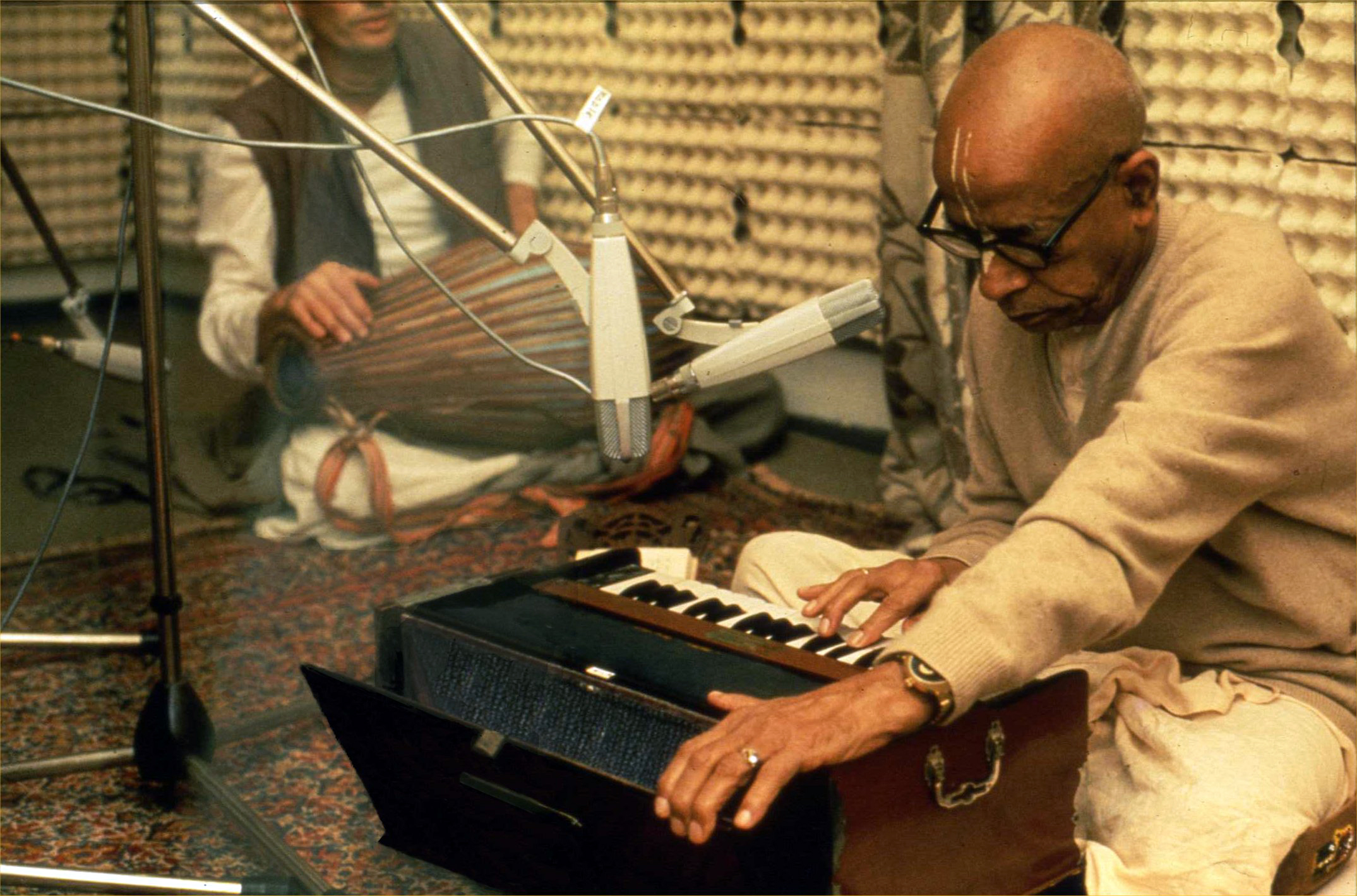
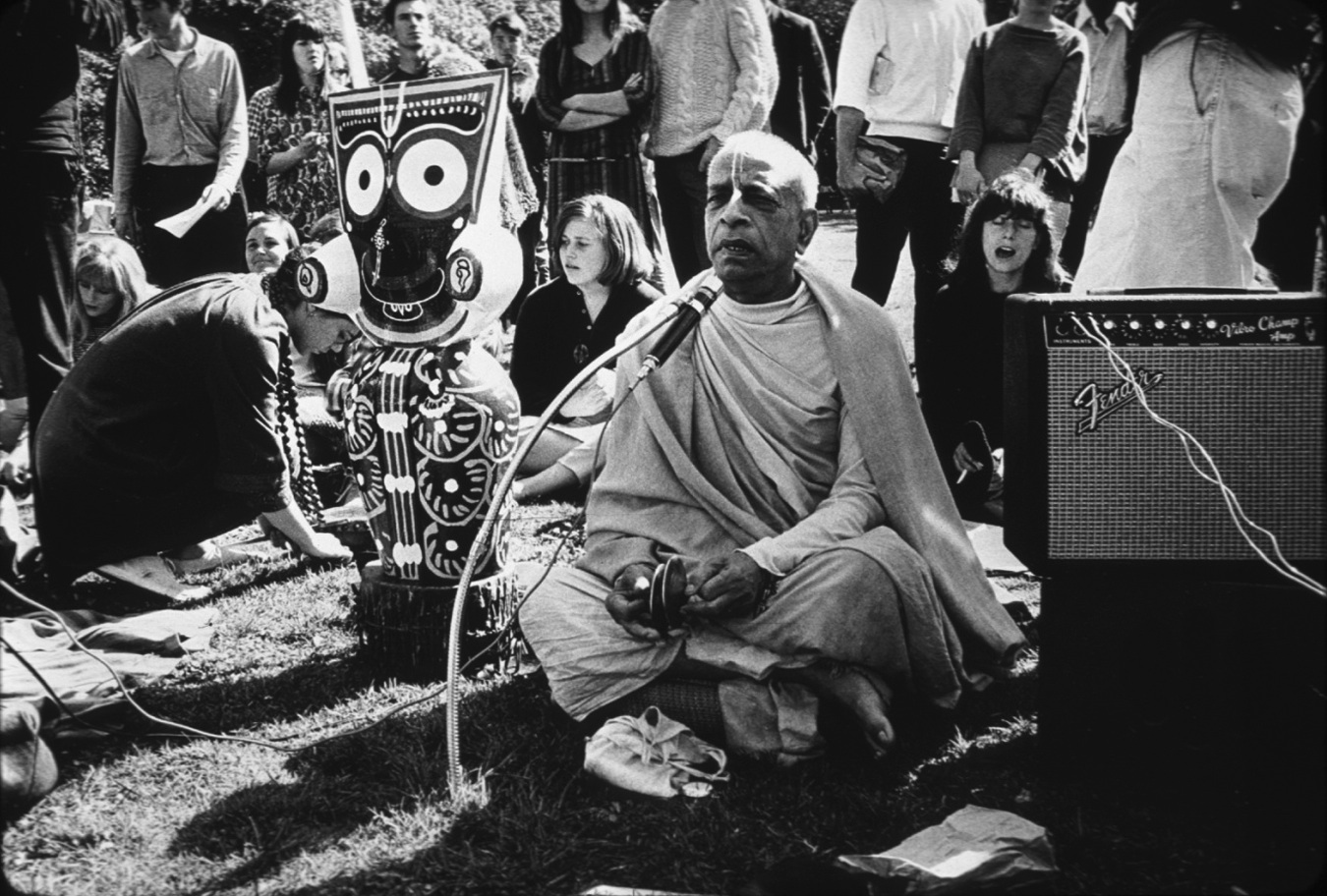

## Літературне надбання
Переклади з санскриту і бенгалі на англійську класичних вайшнавських писань з коментарями:
- Бгаґавад-Ґіта
- Шрімад Бгаґаватам
- Досконалі запитання — досконалі відповіді
- Крішна Верховний Бог-Особа
- Вчення Цариці Кунті
- Нектар настанов
- Нектар відданості
- Поза народженням та смертю
- Путь до Крішни
- Наука самоусвідомлення
- До висот свідомості Крішни
- Раджа-відйа — цар знання
- Повчання Господа Чайтан'ї
- Досконалість йоги
- та інше…

Більшість з написаних Прабгупадою книг перекладені українською мовою.

## Вшанування
На честь засновника Міжнародного Товариства Свідомості Крішни Бгактіведанти Свамі Прабгупади було названо храм Прабгупададеш.

## Цікаві факти
- У 2002—2005 роках Доктор Стівен Морріс з Міссурі зробив дослідження волосся Прабхупади (цей факт підтверджує ДжіБіСі ІСККОН) і знайшов у ньому надвисокий (смертельна концентрація) вміст кадмію, отрути. Таким чином, науково підтверджена причина смерті Прабгупади — отруєння кадмієм, скоріше за все навмисне.[14]